# Immaculatamästaren
Immaculatamästaren är ett anonymnamn på en svensk senmedeltida träskulptör.
Han uppges ha flyttat från Schleswig-Holstein till Stockholm i Sverige, där han var verksam omkring 1520.
Hans namn härrör från Immaculata Conceptio, den obefläckade avlelsen, på grundval av det i hans bevarade arbeten ofta förekommer gestaltningar på detta tema fick han sitt namn. Till hans bästa framställningar räknas den på månskäran stående Jungfru Maria med Jesusbarnet på sin arm i Skånela kyrka i Uppland. För Norrby kyrka i Västmanland antar man att han utförde ett Johanneshuvud skulpterat i lind som numera förvaras vid Statens historiska museum. 
Alla karakteristiska drag i hans arbeten, både med den andliga finheten och det stilistiska utförandet samt materialval talar för att Immaculatamästaren har sitt ursprung i Sydtyskland. Förutom de nämnda verken vill man även tillskriva honom altarskåpen i Vada kyrka, Sånga kyrka och Västra Eds kyrka samtliga numera vid Statens historiska museum samt ett altarskåp i Funbo kyrka och en Birgittabild i Värmdö kyrka. Inom den förmodade stora verkstad Immaculatamästaren drev eventuellt i Stockholm anser man det möjligt att det även förekom skulpturala arbeten utförda i sten.